# Пропинквий
Пропинквий или Марк Валерий (на латински: Propinquus; Marcus Valerius) е политик и сенатор на Римската империя през 2 век. Propinquus означава преведено близък роднина.
През 126 г. Пропинквий e суфектконсул на мястото на Марк Аний Вер заедно с редовния консул Гай Егий Амбибул.